# Peter Borg
Peter Borg (* 2. November 1980) ist ein grönländischer Politiker (Demokraatit).

## Leben
Peter Borg wurde bei der Kommunalwahl 2005 im Alter von 24 Jahren in den Rat der Gemeinde Nanortalik gewählt und anschließend zum Zweiten Vizebürgermeister ernannt. 2007 trat er zurück, da er der Meinung war, dass seine Arbeit als Landwirt mit seinem politischen Einsatz nicht vereinbar sei. Bei der Kommunalwahl 2008 trat er nicht mehr an. Allerdings kandidierte er bei der Parlamentswahl in Grönland 2009 landesweit und erreichte den dritten Nachrückerplatz der Demokraatit. Von dort aus hätte er im Laufe der Wahlperiode ins Parlament einziehen können, verzichtete aber freiwillig. Er plante 2025 eine Rückkehr in die Politik und ließ sich für die Kommunalwahl aufstellen. Er erhielt jedoch nur 18 Stimmen, da er wenige Tage zuvor zum Minister für Fischerei, Jagd, Landwirtschaft und Selbstversorgung im Kabinett Nielsen ernannt worden war.
Seine paraguayanisch-US-amerikanische Frau Sarah Woodall, die für ihren Einsatz für den Tourismus in Südgrönland bekannt war, starb im Juli 2025 im Alter von 38 Jahren nach kurzer schwerer Krankheit.